# 홍석우 (1953년)
홍석우(洪錫禹, 1953년 6월 17일 ~ )는 대한민국 중소기업청장(현 중소벤처기업부 장관급 관전이였던 인물이자 전 상지대학교 총장이였던 인물이다.

## 주요 이력
강원도 횡성군에서 출생하여 지난날 한때 충청남도 논산을 거쳐 충청남도 대전에서 잠시 유아기를 보낸 적이 있는 그는 1958년 충청북도 청주 향리로 귀향한 후 충청북도 청주와 서울에서 학창 시절을 보냈다.

## 학력
- 경기고등학교 졸업
- 서울대학교 무역학과 학사
- 하버드 대학교 대학원 정책학 석사
- 성균관대학교 대학원 행정학 박사

## 경력
- 1980: 제23회 행정고시 합격
- 2000 ~ 2001: 산업자원부 무역투자실 무역정책과장
- 2002: 부산, 울산지방중소기업청장
- 2003 ~ 2004: 대구, 경북지방중소기업청장
- 2005 ~ 2006: 산업자원부 홍보관리관
- 2006 ~ 2007.08: 산업자원부 미래생활산업본부장
- 2006.09: 무역위원회 상임위원
- 2007.08 ~ 2008.03: 산업자원부 무역투자정책본부 본부장
- 2008.03 ~ 2010.03: 제10대 중소기업청장
- 2010.06 ~ 2011.06: AT커니코리아 부회장
- 2010.07 ~ 2011.06: 성균관대학교 산학협력단 교수
- 2011.06 ~ 2011.11: KOTRA 사장
- 2011.11 ~ 2013.03: 지식경제부 장관
- 2013.03: 성균관대학교 공과대학 석좌교수
- 2013.04: AT커니코리아 상임고문
- 2015 ~ 2017: 김앤장 법률사무소 상임고문
- 2015.03 ~ 2021.03: 에스오일 사외이사
  - 에스오일 감사위원회 위원
  - 에스오일 보수위원회 위원
- 2018.03 ~ 2020.03: 유비케어 사외이사
- 2021.08 ~ : 노란우산 고객권익보호위원회 위원장
- 2021.10 ~ 2022.10: 제8대 상지대학교 총장
- 2022.10 ~ : 한반도미래인구연구원 이사

## 방송 출연작
- 한국경제TV 《기업가 정신을 말하다》
- MBN-토요포커스 300  《홍석우 상지대 총장_“고사 위기의 지방대학, 위기 극복 방안은?”_인터뷰플러스》
- YTN 사이언스 NEWS-[장관 땐 몰랐는데...반도체학과 수도권대 정원 늘리다간 지방대 고사]/2022년 6월27일자 뉴스/김현아
- 한국직업방송-[강의쇼 청산유수]
- 대한민국 제 19대 국회-제313회 국회(임시회) 제02차 지식경제위원회에서의 지식경제부 장관으로서 현안보고/ 자료2013년 2월15일
- 그 밖에 과거 지식경제부 장관으로서 입법부(대한민국 국회)에서 한 모든 의사일정 발언내용 조회 (WITH 대한민국 국회-영상회의록 시스템)